# Olof Hultin
Dick Olof Hultin. född 11 juli 1946 i Karlskrona, död 14 mars 2022 i Trosa stadsdistrikt, var en svensk arkitekt och chefredaktör för tidskriften Arkitektur.
Han var son till naturvårdsdirektör Dick Hultin och Inga-Britta, född Mattsson.
Hultin examinerades 1971 som arkitekt från Lunds tekniska högskola. Han var 1974–1976 anställd vid Bernt Nyberg arkitektkontor i Lund, 1977–1980 vid Gillberggruppen i Stockholm, ingick 1981 i redaktionen för Arkitektur och var från 1989 dess chefredaktör och från 1990 även VD för Arkitektur förlag.
Han belönades 2010 med Olle Engkvist-medaljen för att "...på ett förtjänstfullt sätt speglat den nya svenska arkitekturen under tre decennier som redaktör och chefredaktör på tidskriften Arkitektur".